# Койгелдиев, Мамбет Кулжабаевич
Мамбет Кулжабаевич Койгельдиев (каз. Мәмбет Құлжабайұлы Қойгелдi; род. 18 августа 1946 (по другим данным, 1947), с. Толе би, Шуский район, Жамбылская область) — советский и казахстанский учёный-историк, доктор исторических наук (1994), профессор (1995), академик НАН РК. Занимается исследованием тем Алашорды и сталинских репрессий.

## Биография
Происходит из рода жалайыр.
В 1968 году окончил исторический факультет Киргизского государственного университета.
Преподаватель сельской школы, научный сотрудник Жамбылского областного архива (1968—1971).
Доцент Казахского государственного университета (1971—1989).
Старший научный сотрудник Института истории партии при Центральном комитете Компартии Казахстана (1989—1991).
Заведующий кафедрой новой и новейшей истории Казахстана Казахского национального университета и. аль-Фараби, директор Института повышения квалификации при Казахском национальном университете им. аль-Фараби, декан исторического факультета КазНУ (1994—2002).
Директор Института истории и этнологии им. Шокана Уалиханова Министерства образования и науки Республики Казахстан (2002—2006).
Заведующий кафедрой истории Казахстана им. Академика Т. С. Садыкова Казахского национального педагогического университета имени Абая.
С ноября 2004 года является президентом Ассоциации историков Казахстана. Был руководителем секции истории и этнографии государственной программы «Культурное наследие».

## Награды и звания
- 2012 — «Лучший преподаватель высших учебных заведений Республики Казахстан»[источник не указан 1993 дня]
- 2013 — Орден Парасат[источник не указан 1993 дня]
- Указом президента Республики Казахстан от 29 ноября 2019 года награждён орденом «Барыс» ІІІ степени за достойный вклад в развитие отечественной науки[7].
- Почётный профессор международного университета Вены (Австрия 2007)[8].
- Международная премия Сократа («Socrates international Award», Оксфорд, Великобритания, 2007)[8]
- Почётный профессор Кзылординского государственного университета им. Коркыт ата[8].
- Президент Ассоциации Историков Казахстана[8].

## Научная деятельность
В 1977 году защитил кандидатскую диссертацию на тему «История сахарной промышленности Казахской ССР, формирование и рост её рабочих кадров (1932—1970 гг.)» (научный руководитель профессор Н. Н. Даулбаев), в 1994 году — докторскую диссертацию на тему «Общественно-политическая деятельность казахской демократической интеллигенции в 1905—1907 гг.».
Автор более 400 публикаций о проблемах истории национально-освободительного движения казахского народа. Один из редакторов научного журнала «QAZAQTANÝ».
Основные направления научной деятельности посвящены исследованию общественно-политической деятельности казахской интеллигенции 1-й четверти XX в. Исследовал историю Алашского движения. Внёс значительный вклад в изучение жизни и деятельности А. Бокейханова, М. Шокая, опубликовал их сочинения. Исследовал жизнь и наследие средневекового историка и гос. деятеля Кадыргали Жалаири. Вместе с академиком Р. Г. Сыздыковой опубликовал работу «Қадырғали (т Қосымүлы және оның жылиамалар жийағы» (1991).

## Личная жизнь
- Жена: Сауле Жусуповна
- Сыновья: Галымжан, Нурбол, Ербол
- Внуки: Бегимай, Айзере, Айсултан, Жахангир, Шахмардан[источник не указан 1749 дней].
- Брат: Коигелдиев Туменбай